# Japandemonium: Raw Like Sushi 3
Japandemonium: Raw Like Sushi 3 es el cuarto álbum en vivo publicado por la banda de rock estadounidense Mr. Big en 1994. El disco contiene una presentación de la banda en el Koseinenkin Hall en Tokio, Japón, del 29 de octubre de 1993.

## Lista de canciones
1. "Colorado Bulldog" – 4:40 (Paul Gilbert/Billy Sheehan/Pat Torpey/Eric Martin/Tony Fanucchi)
2. "Price You Gotta Pay" – 4:18 (Sheehan/Gilbert/Torpey)
3. "Temperamental" – 5:26 (Martin/Gilbert/Fanucchi/Torpey)
4. "Green-Tinted Sixties Mind" – 3:36 (Gilbert)
5. "Wind Me Up" – 4:33 (Martin/Gilbert/Torpey)
6. "Wild World" – 3:41 (Cat Stevens)
7. "Paul's Solo" – 6:37 (Gilbert)
8. "Nothing But Love" – 4:03 (Gilbert)
9. "Billy's Solo" – 6:03 (Sheehan)
10. "To Be with You" – 4:14 (Martin/David Grahame)
11. "Promise Her the Moon" – 4:08 (Martin/Andre Pessis)
12. "Mr. Big" – 4:28 (Paul Rodgers/Paul Kossoff/Andy Fraser/Simon Kirke)
13. "Seven Impossible Days" – 2:40 (Gilbert)
14. "I've Learned My Lesson" – 3:53 (Martin/Pessis)

## Personal
- Eric Martin – voz
- Paul Gilbert – guitarra, coros
- Billy Sheehan – bajo, coros
- Pat Torpey – batería, percusión, coros